# Cantón de Saulzais-le-Potier
El cantón de Saulzais-le-Potier era una división administrativa francesa, que estaba situada en el departamento de Cher y la región de Centro-Valle de Loira.

## Composición
El cantón estaba formado por once comunas:
- Ainay-le-Vieil
- Arcomps
- Épineuil-le-Fleuriel
- Faverdines
- La Celette
- La Perche
- Loye-sur-Arnon
- Saint-Georges-de-Poisieux
- Saint-Vitte
- Saulzais-le-Potier
- Vesdun

## Supresión del cantón de Saulzais-le-Potier
En aplicación del Decreto n.º 2014-206 de 21 de febrero de 2014, el cantón de Saulzais-le-Potier fue suprimido el 22 de marzo de 2015 y sus 11 comunas pasaron a formar parte del nuevo cantón de Châteaumeillant.